# Eunice antipathum
Eunice antipathum är en ringmaskart som först beskrevs av Pourtalès 1867.  Eunice antipathum ingår i släktet Eunice och familjen Eunicidae.
Artens utbredningsområde är Mexikanska golfen. Inga underarter finns listade i Catalogue of Life.